# Salome Nyirarukundo
Salome Nyirarukundo (sinh ngày 20 tháng 12 năm 1997) là một vận động viên chạy đường dài người Rwanda.
Cô đã tham dự Thế vận hội Mùa hè 2016 ở Rio de Janeiro, ở nội dung 10.000 mét nữ, nơi cô kết thúc ở vị trí thứ 27 với thời gian 32:07,80.